# Dialogisme

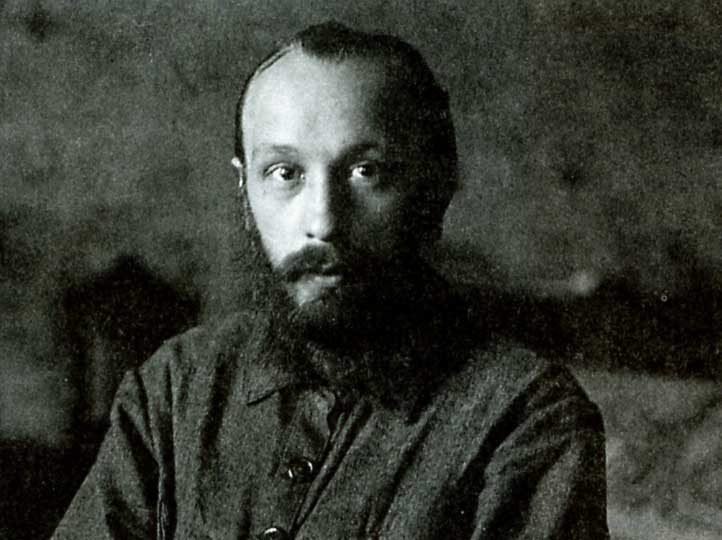
Mikhail Bakhtine dans les années 1920.

Le dialogisme, souvent associé à la polyphonie, est un concept développé par le philosophe et théoricien de la littérature Mikhail Bakhtine dans son ouvrage Problème de la poétique de Dostoïevski (1929). Pour Bakhtine, le dialogisme est l'interaction qui se constitue entre le discours du narrateur principal et les discours d'autres personnages, ou entre deux discours internes d'un personnage. Grâce à ce procédé, l'auteur peut laisser toute la place à une voix et une conscience indépendantes de la sienne et garder une position neutre, sans qu'aucun point de vue ne soit privilégié. Ce procédé permet de garder intactes les oppositions entre des conceptions idéologiques divergentes plutôt que de les masquer dans un discours monologique dominé par la voix de l'auteur.
Le concept bakhtinien de polyphonie a été jugé problématique parce que l'auteur n'en donne jamais une définition stable et le reformule différemment d'un livre à un autre. D'abord appliqué à Dostoïevski, le concept est ensuite présenté comme caractéristique de toute narration, et serait déjà présent dans L'Âne d'or d'Apulée.
Dans Esthétique et théorie du roman (1978), Bakhtine utilise le terme « plurilinguisme » au lieu de polyphonie. Il en voit la manifestation la plus courante dans le roman humoristique et les genres du pastiche et de la parodie : Rabelais « traite parodiquement presque toutes les formes du discours idéologique (philosophique, éthique, savant, rhétorique, poétique). » Cervantès en fait également un usage remarquable et aura encore plus d'influence que Rabelais sur l'évolution du roman. Les études sur l'ironie dans le roman montrent que le procédé est très ancien.
Ce procédé se rapproche de la citation, dont il peut utiliser les marques extérieures (guillemets, italiques) ou non.
La polyphonie peut apparaître dans le discours direct. Balzac, qui était un maître du pastiche, s'attache parfois à rendre les particularités de langage de ses personnages. Ainsi, une pauvre fille de rue apostrophe une jeune fille dont elle croit qu'elle lui a enlevé son amant :

« Je me nomme Ida, monsieur. Et si c’est là madame Jules, à laquelle j’ai l’avantage de parler, je venais pour lui dire tout ce que j’ai sur le cœur, contre elle. C’est très-mal, quand on a son affaire faite, et qu’on est dans ses meubles comme vous êtes ici, de vouloir enlever à une pauvre fille un homme avec lequel j’ai contracté un mariage moral, et qui parle de réparer ses torts en m’épousant à la mucipalité. Il y a bien assez de jolis jeunes gens dans le monde, pas vrai, monsieur ? pour se passer ses fantaisies, sans venir me prendre un homme d’âge, qui fait mon bonheur. Quien, je n’ai pas une belle hôtel, moi, j’ai mon amour ! Je haïs les bel hommes et l’argent, je suis tout cœur, et… »

Le procédé s'est beaucoup enrichi avec le développement du style indirect libre, dans la seconde moitié du XIXe siècle. Ce procédé permet d'intégrer dans un même paragraphe, voire dans une même phrase, discours neutre de l'auteur et monologue intérieur du personnage, comme dans ce passage de Zola :

« De nouveau accoudé, le sous-chef de gare expliqua qu’il avait dû quitter Le Havre, le matin même, par l’express de six heures quarante. Un ordre du chef de l’exploitation l’appelait à Paris, on venait de le sermonner d’importance. Heureux encore de n’y avoir pas laissé sa place. »

Polyphonie et dialogisme sont aujourd'hui deux notions centrales dans le domaine de la linguistique et de l'analyse du discours. Pour Oswald Ducrot, l'acte d'énonciation se définit comme le produit d'un ensemble de voix ou points de vue. L'idée de l’existence d'une pluralité de voix dans un même énoncé est certes un phénomène discursif, mais la théorie de Ducrot en fait aussi un phénomène inscrit dans les structures de la langue, vu que la langue elle-même résulte d'un nombre incalculable de situations de discours antérieures.

### Ouvrages de référence
- Mikhaïl M. Bakhtine, Esthétique et théorie du roman, Paris, Gallimard, 1978, 488 p.
- Mikhaïl M. Bakhtine, Problème de la poétique de Dostoïevki, Paris, Seuil, 1929, 347 p.
- Jacques Brès et al., Dialogisme et polyphonie: approches linguistiques, Paris, De Boeck Supérieur, 2005.
- Tzvetan Todorov, Mikhaïl Bakhtine et le principe dialogique, suivi de Écrits du Cercle de Bakhtine, trad. du russe par G. Philippenko et M. Canto-Sperber, Paris, Seuil, 1981.

### Articles
- Ute Heidmann, « Différenciation, dialogisme, diversalité. Paradigmes pour un comparatisme différentiel et plurilingue », Revue de littérature comparée, vol. 376, numéro 4, 2020, p. 487–497 (lire en ligne).
- André Belleau, « Du dialogisme bakhtinien à la narratologie », Études françaises, volume 23, numéro 3, hiver 1987, p. 9–17 (lire en ligne).
- Chantal Gamache, « Monologue polyphonique », Études françaises, volume 23, numéro 3, hiver 1987, p. 55–64 (lire en ligne).
- Jean-Marie Privat et Marie Scarpa, « Dialogisme (Bakhtine) », Pratiques, numéros 183-184, 2019 (lire en ligne).